# التقديرات الديموغرافية لفرار الألمان وطردهم (1944 - 1950)

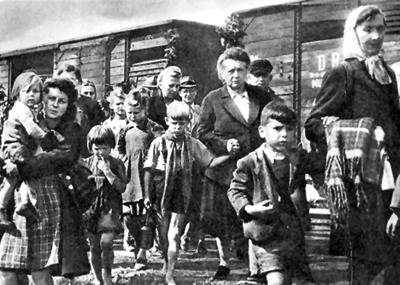

تُستمدّ التقديرات الديموغرافية لفرار الألمان وطردهم إما من تجميع القتلى والمفقودين المسجلين، أو من خلال مقارنة بيانات السكان قبل الحرب وبعدها. تتراوح تقديرات عدد الألمان النازحين في حدود 12.0-16.5 مليون شخص. قدرت حكومة ألمانيا الغربية عدد القتلى الذي سقطوا نتيجة عمليات الفرار والطرد بنحو 2.2 مليون شخص في عام 1958، مستخدمة طريقة الرصيد السكاني. أدّت السجلات الألمانية التي أصبحت عامة في عام 1987، لقيام بعض المؤرخين في ألمانيا بتقدير العدد الإجمالي الفعلي عند حوالي 500 ألف بناءً على قائمة الوفيات المؤكدة. يقدر المتحف التاريخي الألماني الرقم عند 600 ألف ضحية، ويؤكد أن الرقم الرسمي الذي يبلغ مليونين لا يمكن دعمه. أما الصليب الأحمر الألماني، فما يزال مصرًا أن عدد القتلى في عمليات الطرد هو 2،251،500 شخص.

## صعوبة تطوير تقديرات دقيقة
بسبب غياب سجلات دقيقة تحصي الوفيات المؤكدة، تعتمد تقديرات عمليات النقل السكاني الألمانية منذ العام 1945 حتى العام 1950، والوفيات المرتبطة بها على منهجية علم السكان والرصيد السكاني. تشير الأرقام الرسمية الي حصلت عليها حكومة ألمانيا الغربية خلال الخمسينيات -باستخدام طريقة الرصيد السكاني- إلى أن عدد القتلى يبلغ حوالي مليوني قتيل. يعتقد بعض المؤرخين الألمان مؤخرًا أن عدد القتلى أقرب في الحقيقة إلى 500 ألف، وذلك بالاستناد إلى الوثائق التي كُشف عنها مؤخرًا، والتي وثّقت الوفيات المؤكدة فقط. تنبع مجموعة واسعة من التقديرات من عدد من العوامل. أولاً، لم تكّن هوية السكان من العرق الألماني أكيدة في عام 1939، لأن الهوية العرقية أو الأصول العرقية للأشخاص ثنائيي اللغة كانت مشكوكًا بأمرها. ثانيًا، كانت الخسائر المدنية مبالغًا فيها لأن الخسائر العسكرية الألمانية في عام 1945 لم تُوثّق جيدًا. ثالثاً، كان من الصعب جمع بيانات سكانية دقيقة وموثوقة بعد الحرب. لم تحدث بيانات تعداد ما بعد الحرب في وسط وشرق أوروبا فرقًا في ما يختص بتعداد السكان من عرق ألماني، وكان التعاون خلال الحرب الباردة بين ألمانيا الغربية وبلدان الكتلة الشيوعية منقوصًا، ما صعّب محاولات العثور على الأشخاص الذين أُبلغ عن فقدانهم. ربما كان الأشخاص الذين أبلغ عن فقدانهم يعيشون في أوروبا الشرقية بعد اندماجهم مع السكان المحليين. غالبًا ما تتضمن تقديرات إجمالي السكان المطرودين والوفيات أرقامًا من عمليات الإجلاء، لأنه لم يُسمح لهؤلاء الأشخاص بالعودة، ما جعل الوصول إلى تقدير دقيق متّفق عليه لتحركات السكان والوفيات بينهم بسبب عمليات الطرد أمرًا صعبًا. قد تنشأ بعض الاختلافات نتيجة التحيز السياسي، إذ استُخدم طرد الألمان على نطاق واسع كسلاح سياسي خلال الحرب الباردة.
هناك أيضًا خلافات حول تعريف «الطرد»، الذي قد يشمل الهروب والإخلاء في أثناء الحرب إضافة إلى العمل القسري والاعتقال قبل الطرد والوفيات التي تحصل بسبب سوء التغذية والمرض في فترة ما بعد الحرب. تشمل الخسائر المقدرة المدنيين الذين قُتلوا في المعارك في أثناء عمليات الفرار والإخلاء في الأشهر الأخيرة من الحرب، إضافة إلى الأعمال المتعمدة المباشرة التي يمارسها الجنود العنيفون والميليشيات، وعمليات القتل الوحشية التي اقترفها الغوغائيون والانتهازيون في أعقاب الحرب مباشرة. وقعت حالات وفاة أخرى في معسكرات الاعتقال بعد الحرب وفي عمليات الترحيل إلى الاتحاد السوفييتي للعمل القسري. زادت حصيلة الهجرة القسرية في بيئة ما بعد الحرب التي تميزت بارتفاع معدلات الجريمة والفوضى والمجاعة والمرض وظروف الشتاء الباردة من عدد القتلى. لا تعطي مصادر ألمانيا الغربية إلا تقديرات تقريبية لربط نسب الوفيات هذه بأسباب محددة.

## منهجية الرصيد السكاني ضد تعداد الوفيات المؤكدة
أجرت حكومة ألمانيا الغربية خلال الحرب الباردة تحقيقات عن عمليات هروب الألمان وطردهم خلال الحرب. نشرت لجنة شيدر سلسلة من التقارير التي وثقت عمليات الطرد بالاستناد إلى روايات شهود العيان. سجلت اللجنة فرار الألمان وترحيلهم، لكنها لم تقدم خلفية عن جرائم الحرب التي اقترفتها ألمانيا النازية في أوروبا الوسطى والشرقية، التي حفزت الحلفاء على طرد الألمان بعد الحرب. قدرت لجنة شيدر في عام 1953 أن مليوني شخص لقوا حتفهم في بولندا، وهو رقم يستمر اعتماده في ألمانيا. استُبدل تقدير شيدر للخسائر من خلال تحليل ديموغرافي منفصل أعده المكتب الإحصائي الألماني، الذي قدر عام 1958 أن الخسائر في الأرواح تبلغ 2.225 مليون شخص. حاولت خدمة البحث التابعة للكنيسة الألمانية، التي تعمل مع الصليب الأحمر الألماني، تتبع هوية من لقوا حتفهم في عمليات الطرد والتعرف عليهم. نجح التحقيق في خدمة البحث التابعة للكنيسة الألمانية جزئيًا وفشل بتحقيق النجاح الكامل، ولم يتمكن من تأكيد إلا وفاة 500 ألف شخصٍ، بينما بقي مصير 1.9 مليون شخص غير معروف. لم تُنشر النتائج حتى عام 1987. حدد تقرير آخر صادر عن الأرشيف الفيدرالي الألماني  600 ألف حالة وفاة ناجمة عن طرد المدنيين بسبب جرائم ضد القانون الدولي. لم ينشر هذا التقرير حتى عام 1989. 
قال إنغو هار، الذي يعمل حاليًا في هيئة التدريس بجامعة فيينا، في 14 نوفمبر 2006 في دوتشلانندفونك، أن العدد من 500 ألف إلى 600 ألف ضحية يعتبر رقمًا واقعيًا، وذلك بناءً على دراسات حكومية ألمانية بدأت في الستينيات من القرن الماضي. قال هار إن هذه الأرقام جُمعت من الوفيات المبلغ عنها بالفعل، بينما قُدّرت الأرقام الأعلى لحوالي مليوني حالة وفاة باستخدام طريقة الرصيد السكاني في دراسة حكومية ألمانية عام 1958. قال هار إن التقديرات العليا يجب أن يُنظر إليها ضمن السياق التاريخي للخمسينات، عندما كانت حكومة ألمانيا الغربية بحاجة إلى الإعلان عن أعداد كبيرة لأسباب سياسية. خلال الحرب الباردة، أرادت ألمانيا الغربية العودة إلى حدود ما قبل الحرب في وسط أوروبا. قال المؤرخ العسكري روديجر أوفرمانز في 6 ديسمبر من العام 2006 دويتشلاندفونك، إنه لا يمكن إحصاء سوى 500 ألف حالة وفاة مسجلة، وإن الحالات غير المُضمّنة في هذا الرقم والناجمة عن اعتماد منهجية الرصيد السكاني تحتاج إلى مزيد من البحث. لكن، في 29 نوفمبر من العام 2006، أعاد وزير الدولة في وزارة الداخلية الاتحادية الألمانية، كريستوف بيرجنر، تأكيد موقف الحكومة الألمانية بأن مليوني مدني لقوا حتفهم في هروب الألمان وطردهم من وسط أوروبا وشرقها. أكد الصليب الأحمر الألماني في عام 2005 أن عدد القتلى في عمليات الطرد هو 2،251،500 شخص.